# 凯尔希-李·巴伯

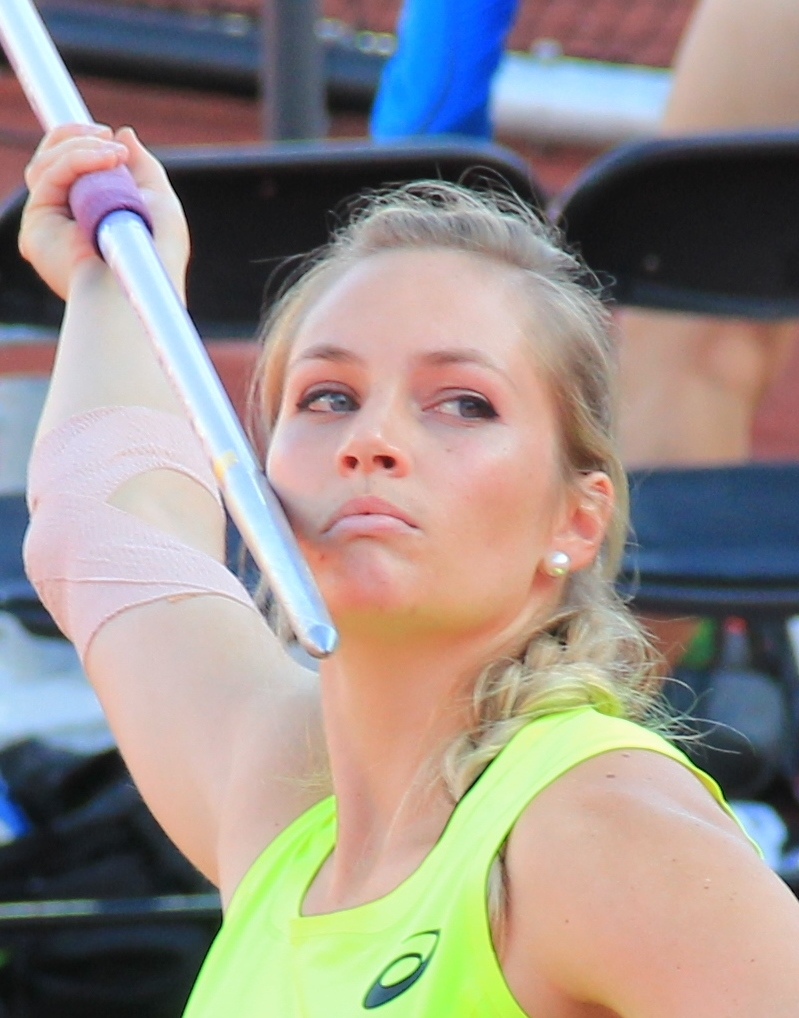
凯尔希-李·巴伯

凯尔希-李·巴伯（英語：Kelsey-Lee Barber，1991年9月20日—），娘家姓罗伯茨（Roberts），是一名参加标枪的澳大利亚田径运动员。她在2019年世界田径锦标赛上赢得了金牌。
巴伯的教练是她的丈夫迈克·巴伯，她在堪培拉的澳大利亚体育机构训练。